# Учёные степени в Российской империи
Учёные сте́пени в Росси́йской импе́рии — наименования ступеней научно-исследовательской квалификации учёных, использовавшиеся в России с середины XVIII века до Октябрьской революции 1917 года. Юридически существовало от двух до четырёх степеней: действительный студент (1819—1835), кандидат (1803—1884), магистр (1803—1917, неофициально с 1753) и доктор (1803—1917, частично с 1791). Обладателям учёных степеней в Российской империи присваивались определённые классные чины согласно Табели о рангах. 

## Присуждение учёных степеней в XVIII веке
До Петра I в России ничего не знали об учёных званиях и степенях. Пётр стал первым россиянином, удостоившимся звания академика: 22 декабря 1717 года он был избран членом Академии наук Франции. В 1724 году он учредил в России академию наук. В соответствии с «Регламентом императорской Академии наук и художеств в Санкт-Петербурге» в 1747 году академическому университету впервые в России было предоставлено право возводить студентов в магистры («47. Студенты производимы быть могут в магистры, адъюнкты, профессоры и академики по примеру, принятому в университетах, как то в регламенте университетском от президента постановлено быть имеет». 
Впервые право присуждать соискателям ученые степени, было предоставлено высочайшим императорским указом в 1754 году Медицинской коллегии. Из-за отсутствия специальных законодательных норм присуждение учёных степеней во многом определялось потребностями формирования профессорско-преподавательского состава университета. Процедура возведения в степень опиралась на европейские образцы (требовалось написать сочинение, выдержать диспут и экзамены). Лишь в 1794 году степень доктора медицины первым в России получил Ф. И. Барсук-Моисеев, который защитил диссертацию в Московском университете, получившем право присуждения учёной степени по указу «О предоставлении Московскому университету право давать докторскую степень обучающимся в оном врачебным наукам» Екатерины II в 1791 году. Данный указ способствовал формированию системы государственной аттестации. XVIII веке в Санкт-Петербургской Академии наук и Императорском Московском университете присвоение учёных степеней происходило вне законодательного поля, лишь как использование атрибутики европейской науки. Однако последовавшие в 1790-е годы попытки университета добиться разрешения на присвоение степени доктора юриспруденции успеха не имели. 

## Присуждение учёных степеней в XIX веке
Система учёных степеней была оформлена «Предварительными правилами народного просвещения», подписанными императором Александром I, и имела трёхступенчатую иерархическую структуру «кандидат—магистр—доктор». В 1803 году, при реформировании народного просвещения, высочайшим указом Александра I «Об устройстве училищ» от 24 января 1803 года эта система была утверждена, и советы факультетов российских университетов были наделены правом производства в учёные степени (правом «давать учёные степени или достоинства») по всему кругу университетских наук. Магистр того времени занимал промежуточное положение между кандидатом и доктором. Присуждение учёной степени магистра осуществлялось после сдачи магистерского экзамена, состоявшего из устной и письменной частей, и защиты диссертации на собрании университетского факультета; в некоторых случаях требовалась также публичная лекция. Подготовка к магистерскому экзамену занимала до четырёх лет, известны лишь единичные случаи подготовки к такому экзамену за два года. Таким образом, степень магистра начала XIX века приблизительно могла соответствовать нынешнему кандидату наук.
Учёные степени в Российской империи давали право на получение чинов определённого класса. В 1803 году кандидат, поступающий на государственную службу, получал чин XII класса (губернский секретарь), магистр — IX класса (титулярный советник), доктор — VIII класса (коллежский асессор) Табели о рангах .
Императорским указом от 20 января 1819 года было принято «Положение о производстве в учёные степени», унифицировавшее систему учёных степеней и требования к ним в заведениях, подведомственных Департаменту народного просвещения. При этом добавилась четвёртая (низшая) учёная степень — «действительный студент» (лицо, окончившее университет без отличия); это понятие перестало трактоваться как степень с 1835 г., но сохранилось как квалификационное звание. Позднее принципы и требования к научной аттестации в XIX веке уточнялись «Положениями об испытании на учёные степени» (1837; 1844). В 1864 году вышло «Положение об испытаниях на звание действительного студента и на учёные степени».
Помимо Императорских университетов правом присвоения учёных степеней были также наделены медицинские академии Российской империи (например, Императорская медико-хирургическая академия и Московская медико-хирургическая академия).
По уставу 1884 года вместо понятий «кандидат» и «действительный студент» была введена градация «университетских дипломов» 1-й и 2-й степени (уже без статуса «учёной степени») с присвоением выпускнику права на 10-й и 12-й класс. Структура же учёных степеней на всех факультетах, кроме медицинского, стала двухступенчатой: «магистр—доктор». Подобная двухступенчатая система послевузовских учёных степеней, с заменой слова «магистр» на «кандидат наук», существует и в современной России.

### Профессорские стипендиаты
Профессорские стипендиаты — основная форма подготовки научных и научно-педагогических кадров при университетах Российской империи. Возможность этой подготовки была заложена в Уставе 1804 года, в соответствии с которым в состав членов университета, помимо профессоров, преподавателей и студентов, вошли магистры, готовившиеся к занятию кафедр. Штатное место магистра при университете мог получить казённокоштный кандидат, прошедший трёхлетний курс обучения в Педагогическом институте и удостоенный следующей учёной степени по результатам экзамена. В бюджете университетов появились средства на отправку университетских магистров в заграничные командировки для «усовершенствования своих знаний».
В 1911 году программа профессорских стипендиатов претерпела существенные изменения, что фактически прекратило подготовку научно-педагогических кадров при российских университетах. В циркуляре, выпущенном министром народного образования Л. А. Кассо в 1911 году, предлагалось создать «профессорские курсы» при западно-европейских университетах: в Берлинском — по римскому праву, в Тюбингенском — по биологии и физике, в Парижском — по математике и юриспруденции, в Карлсруэ — по механике и прикладным наукам. В 1912 году законопроект был утверждён императором Николаем II, однако в связи с началом Первой мировой войны, новая система не успела сложиться.

#### Приготовление к профессорскому званию
Университетским уставом 1863 года было официально введено «оставление при университете стипендиатов для приготовления к профессорскому званию» по решению Совета университета. В 1862—1865 годах при всех университетах России оставлено пять человек, в 1867 году — 42 человека, в 1876 году — 91 человек, в 1899 году — 203 человека. В 1867 году высочайше утверждены правила для «оставляемых при кафедре». От стипендиатов требовалось «очень хороший аттестат зрелости» при отличных оценках по древним языкам, достаточное знание немецкого и французского языков, отличные оценки по предмету избираемой кафедры, охарактеризованные факультетом, способность свободно и правильно выражать свои мысли, «безупречная надёжная нравственность».
В 1884 году Министерство народного образования издало циркуляр «О порядке оставления молодых людей при университетах и командирования за границу с целью приготовления их к профессорскому званию», где были формализованы правила, которых должен придерживаться Совет университета при отборе кандидатов. В циркуляре подчёркивалось, что формирование профессорско-преподавательского состава должно осуществляться под контролем министерства, а роль факультетов сводится лишь к поиску лучших претендентов. В Уставе 1884 года указано, что «студенту, успешно окончившему полный университетский курс, могут по ходатайству Собрания факультета быть предоставлены способы для приготовления к учёной степени» и назначена соответствующая стипендия. Все стипендиаты давали подписку о выполнении требований министерства. Для подготовки к экзаменам на получение учёной степени устанавливался двухлетний срок. За каждый стипендиальный год студент должен был отработать в университете два года. Те, кто не смог или не приступил к сдаче экзамена, должны были либо сполна вернуть всю сумму стипендии, либо отслужить учителем в гимназии.

## Профессиональный уровень носителей степеней
В начале XX века российские университеты испытывали нехватку профессоров и доцентов. Одной из причин этого была повышенная сложность получения магистерских и докторских степеней в российских университетах. Многие современники отмечали, что российские магистерские диссертации превосходили немецкие, американские и другие докторские. Очень трудным был и магистерский экзамен, который сдавался несколько дней по разделам науки, затем представлялось письменное эссе по теме, предложенной экзаменационной комиссией. По 5—7 часов продолжались диспуты на защите диссертации, задавалось множество вопросов, выступали, кроме официальных оппонентов, обязательно несколько неофициальных, среди которых могли быть даже студенты.

## Статистика присуждения учёных степеней
Общая численность лиц, утверждённых в учёных степенях, включая звание действительного студента, с 1794 по 1917 год составила 41 549 человек.
Численность получивших учёные степени в университетах Российской империи (1803—1917), чел.
| Учёная степень         | Численность | %    |
| ---------------------- | ----------- | ---- |
| доктор                 | 4078        | 9,8  |
| магистр                | 1973        | 4,7  |
| кандидат               | 18 589      | 44,7 |
| действительный студент | 16 909      | 40,7 |

Распределение общей численности получивших учёные степени по университетам Российской империи (1803—1917), чел.
| Университет                         | Численность | %    |
| ----------------------------------- | ----------- | ---- |
| Московский                          | 8164        | 19,6 |
| Дерптский (Юрьевский)               | 8052        | 19,4 |
| Виленский                           | 199         |      |
| Харьковский                         | 3584        |      |
| Казанский                           | 2725        |      |
| Санкт-Петербургский (Петроградский) | 9288        | 22,4 |
| Александровский                     | ?           |      |
| Святого Владимира                   | 3461        |      |
| Новороссийский                      | 2029        |      |
| Варшавский                          | 3687        |      |
| Томский                             | 357         |      |
| Николаевский                        | 3           |      |

Распределение получивших определённые учёные степени в университетах Российской империи (1803—1917), чел.
| Университет                         | доктор | магистр | кандидат | действительный студент |
| ----------------------------------- | ------ | ------- | -------- | ---------------------- |
| Московский                          | 991    | 469     | 3602     | 3102                   |
| Дерптский (Юрьевский)               | 1711   | 250     | 2893     | 3198                   |
| Виленский                           | 7      | 34      | 90       | 68                     |
| Харьковский                         | 289    | 157     | 1705     | 1433                   |
| Казанский                           | 275    | 136     | 1021     | 1311                   |
| Санкт-Петербургский (Петроградский) | 336    | 614     | 5888     | 2459                   |
| Александровский                     | ?      | ?       | ?        | ?                      |
| Университет Св. Владимира           | 242    | 188     | 1359     | 1672                   |
| Новороссийский                      | 106    | 78      | 754      | 1091                   |
| Варшавский                          | 96     | 43      | 1231     | 2317                   |
| Томский                             | 40     | 4       | 46       | 267                    |
| Николаевский                        | 3      | –       | –        | –                      |

## Отмена степеней после революции 1917 года
Все учёные степени и связанные с ними права были отменены декретом СНК РСФСР от 01.10.1918 года. Новая система степеней была введена в СССР только в 1934 году.